# سیلیکوزیس
سیلیکوزیس (به انگلیسی: Silicosis) یک بیماری شغلی ریه است که بر اثر تنفس طولانی مدت غبارهای سیلیس ایجاد می‌شود. این بیماری یکی از بیماری‌های گروه پنوموکونیوز است.

## بیماریزایی
سیلیکوزیس با تنفس ذرات گرد و غبار و سنگ ایجاد می‌شود. در حیوانات و انسان این حالت دیده می‌شود به ویژه افرادی که در معادن آهن، طلا، زغال سنگ و... کار می‌کنند مستعد این عارضه‌اند.
سیلیکا نامحلول در آب بوده و خاصیت تحریکی قوی دارد. بنابراین می‌تواند باعث فیبروز شدید و افزایش ابتلا به سل شود. ذرات سیلیکا می‌تواند وارد آلوئول‌های ریوی (=کیسه‌های هوایی یا حبابک‌های شش‌ها) شود. توسط ماکروفاژها بلع شده و نهایتاً وارد عروق لنفاوی داخل ریه و عقده‌های لنفاوی شود. این ترکیبات سیلیکاتی تبدیل به اسید سیلیکا می‌شوند که خاصیت سمی شدیدی برای بدن دارد.
امروزه فرض بر این است که سیلیکا ممکن است با پروتئین H ترکیب شده و به عنوان یک آنتی ژن عمل کند که منجر به واکنش آنتی ژن آنتی بادی اتفاق افتاده و مستعد بروز آمیلویید می‌شود. ماکروفاژهایی که ذرات سیلیکا را بلعیده‌اند تبدیل به سلول‌های اپیلوییدی می‌شوند.(شبه اپیتلیال)
با گذشت زمان بافت ریه فیبروزه شده که نهایتاً منجر به هایپر تروفی، بزرگ شدن دهلیز راست و نهایتاً احتقان وریدی مزمن می‌شود گاهی بیماران مبتلا ممکن است در اثر سل از بین بروند.

## علائم و درمان
تنگی‌نفس، سرفه، خستگی، تندنفسی، کاهش اشتها و درد قفسه سینه از علائم این بیماری هستند. شرح حال تماس طولانی با سیلیس، رادیوگرافی قفسه سینه و آزمون‌های عملکرد ریه (محدودیت حجم‌های ریوی در اسپیرومتری) راه‌های تشخیص هستند.
توقف استنشاق غبار به ویژه سیلیس و سیگار، درمان سرفه و عفونت، پروفیلاکسی از سل، گشادکننده‌های برونش، فیزیوتراپی ریه، محیط با اکسیژن بالا، پیوند ریه و احتمالاً کورتیکواستروئید در درمان بکار رفته‌اند.